# 孔戢
孔戢（8世纪？—829年2月13日），字方举，唐朝冀州人，孔子三十八代孙，東光县令孔務本的曾孙，海州司戶參軍孔如珪的孙子，著作佐郎孔岑父的儿子，孔巢父的侄子，孔戣同母弟。
叔父孔巢父死难，唐德宗诏书给一子官职，孔戢补任修武县县尉，不受，让给其兄孔戡。孔戢举明经登第，判入高等，授秘书省校书郎、阳翟县尉，入朝拜为监察御史，转殿中侍御史，分司东都。当时昭义节度判官徐玟，帮助卢从史跋扈。卢从史获得罪，孟元阳为昭义节度使，再想用徐玟为宾佐，孔戢于是发牒至泽潞收捕徐玟以等候朝命，然后列状上奏，最后徐玟流放播州。孔戢转任侍御史、库部员外郎。
泾原之乱时，朱泚以彭偃为中书舍人。这时彭偃的儿子彭充符为鄜坊从事，有人推荐其才，执事者召他至京师。孔戢对京兆尹裴武说：“朱泚作伪诏，指斥乘舆，都是彭偃所写的。彭充符是悖逆之子，不能学鸟窜兽伏，还要干誉以求进升，您要学习季孙行父驱逐莒仆，以鼓励事君之人。”裴武即日逐出彭充符。
孔戢拜京兆少尹，出为汝州刺史，入朝为大理卿。元和十五年（820年）七月，以大理卿孔戢为潭州刺史、湖南观察使。当时其兄孔戣为岭南节度使，兄弟都居节镇。入朝为右散骑常侍，大和二年（828年）正月，以右散骑常侍孔戢为京兆尹。当时累月干旱，唐文宗心忧，孔戢在曲江池祷雨，当晚大雨。唐文宗很高兴，下诏让孔戢兼御史大夫。大和三年正月初六丁亥日（829年2月13日），京兆尹孔戢去世，赠工部尚书。

## 子孙
- 孔溫業，字遜志
  - 孔晦，字文為
    - 孔昌序，字昭舉

  - 孔炅，字濟美，萊州刺史
    - 孔昌庶，字幾聖，虞部郎中
      - 孔莊，字文願
        - 孔承恭